# Parque nacional Isla Restauración

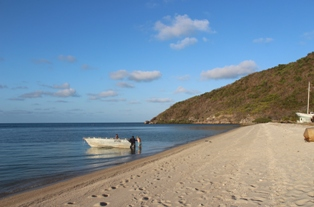
Isla Restauración, Cabo York.

Isla Restauración es un parque nacional en Queensland (Australia), ubicado a 1928 km al noroeste de Brisbane.

## Datos
- Área: 0,26 km²
- Coordenadas: 12°37′13″S 143°26′49″E / -12.62028, 143.44694
- Fecha de Creación: 1989
- Administración: Servicio para la Vida Salvaje de Queensland
- Categoría IUCN: II

Véase también:
- Zonas protegidas de Queensland

- Datos: Q1914879